# Gérard Boulanger
Pour les articles homonymes, voir Boulanger.
Gérard Boulanger, né le 14 octobre 1948 à Saint-Pair-sur-Mer et mort le 8 juin 2018 à Bordeaux,, est un avocat, un militant des droits de l'homme, un essayiste et un homme politique français.

## Biographie
Il est le fils de Raymond Olivier Boulanger (1919-2013), fonctionnaire, et de Reine Dulac (1924-2016). Il est élève aux lycées René Basset à Mostaganem, puis Montaigne et Montesquieu à Bordeaux, avant d'être diplômé de l'Institut d'études politiques de Bordeaux en 1970.

### Diplômes
Licencié en droit (1972), Diplômé de l’Institut d’études politiques (IEP) de Bordeaux.

### Vie privée
Marié en 1969 à Elisabeth Grasset (1951-2009). Le couple a eu deux enfants : Anne-Laure en 1970 et Laurent-Olivier en 1981.

## Carrière d'avocat

### A l’initiative du procès Papon
Inscrit au Barreau de Bordeaux à partir de 1977, Gérard Boulanger fut l'avocat à l'initiative de la procédure judiciaire engagée contre Maurice Papon dès 1981, dans laquelle il défendit 27 des parties civiles personnes physiques. Le 8 décembre 1981, il déposa la première plainte contre l'ancien secrétaire général de la Préfecture Gironde alors ministre Budget en exercice pour le gouvernement de Valéry Giscard d'Estaing. Présent lors de chaque audience du procès devant la Cour d'assises de la Gironde (Octobre 1997-Avril 1998), il a tenu l'un des premiers rôles dans cette procédure qui a duré 23 années, au terme de laquelle Maurice Papon fut le seul haut fonctionnaire français à être condamné pour complicité de crime contre l'humanité.
Le 14 juin 1999, Gérard Boulanger est condamné pour diffamation pour avoir attaqué violemment Henri Amouroux, témoin à décharge lors du procès Papon.

### Avocat d'autres procès notables
Par ailleurs, il a été l'avocat des victimes du syndrome de la guerre du Golfe en 2000. 
Le 30 juillet 2007, il obtint la relaxe d'un jeune étudiant, Anthony Lavielle, accusé d’avoir jeté des projectiles sur les forces de l’ordre lors d’une manifestation qui avait suivi l’élection de Nicolas Sarkozy à la présidence de la République le 6 mai 2007. Gérard Boulanger avait saisi la justice devant le refus de France 3 Aquitaine de communiquer les images permettant d'établir que la tenue vestimentaire du jeune homme lors de l'interpellation n'était pas celle retranscrite dans le procès-verbal,.

## Engagement

### Militant des droits de l'Homme
Membre du comité central de la Ligue des droits de l'homme de 1982 à 1988, Gérard Boulanger fut Président de la Fédération de Gironde de 1981 à 2007 ainsi que Président de la section de Bordeaux de 1982 à 1984 et l'est de 2007 jusqu'à sa mort.
Il a par ailleurs été Président du Comité d'éthique de fécondation in vitro de Bordeaux de 1986 à 1990 ainsi qu'administrateur de l'Université Bordeaux-III de 1998 à 2009. Il est également administrateur de la Ligue de l'enseignement en Gironde.

### Syndicaliste
Gérard Boulanger a été vice-président (de 1978 à 1981 et de 1984 à 1985) puis président du Syndicat des avocats de France de 1985 à 1987.
Il a par ailleurs été président-fondateur de l'association des Avocats européens démocrates en 1987 et en est Président d'honneur de 1991 jusqu'à sa mort.

### Essayiste
Gérard Boulanger a notamment publié quatre ouvrages sur l'affaire Papon.
En 2006, il publie un ouvrage analysant les dernières journées de la IIIe République à travers l'installation de Pétain à Bordeaux les 15, 16 et 17 juin 1940.

### Homme politique
En mars 2010, Gérard Boulanger mène la liste du Front de gauche en Aquitaine à l'occasion des élections régionales. Il est élu Conseiller régional  d'Aquitaine délégué à la culture et à la citoyenneté (2010-2015).

## Publications
- Maurice Papon: un technocrate français dans la collaboration (Seuil, 1993)
- Papon, un intrus dans la République (Seuil, 1997)
- Plaidoyer pour quelques juifs obscurs victimes de Monsieur Papon (Calmann Lévy, 2005).
- A mort la gueuse! Analyse des dernières journées de la IIIe République à travers l'installation de Pétain à Bordeaux les 15, 16 et 17 juin 1940 (Calmann Lévy, 2006).
- Le Juif Mendès France, une généalogie de l'antisémitisme (Calmann Lévy, 2007).
- L'Affaire Jean Zay (Calmann Lévy, 2013).
- Co-auteur du film : Juin 1940, la République meurt à Bordeaux (2010).
- Les Secrets du procès Papon  (Le Cherche Midi, 2018)

## Distinctions
- Prix de philosophie de la ville de Bordeaux (1966)

## Sources vidéo et bibliographique
- « Historique de l'Affaire Papon », par Gérard Boulanger[11],[12].